# 村山槐多
村山 槐多（むらやま かいた、1896年〈明治29年〉9月15日 - 1919年〈大正8年〉2月20日）は、明治・大正時代の日本の洋画家で、詩人、作家でもある。愛知県額田郡岡崎町（現在の岡崎市生まれ、京都市上京区育ち。母方の従兄に山本鼎（画家）と嶺田丘造（官僚）、はとこに黒柳朝（随筆家）がいる。
みなぎる生命力を退廃的・破滅的雰囲気を纏わせながら絵画に表した。ガランス（深い茜色、やや沈んだ赤色）を好んで使ったことでも知られる。

## 生涯
槐多は、愛知県額田郡岡崎町にて小学校教諭・村山谷助とその妻・たまの長男として生まれた。岡崎町はかつての岡崎城の城下町で、現在の岡崎市。従来の出生地の定説は、父親が教員を務めていたという神奈川県橘樹郡神奈川町（現在の横浜市神奈川区）であったが、岡崎市美術博物館の学芸員が親族への聞き取りと岡崎市役所に残された槐多の出生届資料を確認したうえで、2011年（平成23年）12月に正しい情報を公表した。岡崎町は母・たまの出身地で、谷助とたまが婚姻届を出したのは槐多が生まれる2週間前であった。母・たまは結婚前に森鷗外家で女中奉公をしており、村山家では鴎外が「槐多」の名付け親になったと言い伝えられている。
槐多は10代からボードレールやランボーの作品を読み耽り、詩作もよくした。その早熟さ、デカダン（退廃）的な生活、貧しさや失恋による心の痛みなどにより困窮した。さらに結核性肺炎を患った。また、同じ年に20代前半で夭折した点で、同じ洋画家の関根正二とよく比較されるが、2人の作風は全く異なっている。画家自身のほとばしる情念や不安を反映した槐多の人物像は、器用ではないが一度見たら忘れられない強烈な印象を残すものである。
1919年（大正8年）2月、槐多は当時猛威を振るっていたスペイン風邪に罹って寝込んでしまう。2月19日夜9時頃、槐多はみぞれ混じりの嵐の中を外に飛び出し、日の改まった20日午前2時頃、畑で倒れているのを発見された。槐多は失恋した女性の名などしきりにうわごとを言っていたが、午前2時30分に息を引き取った。まだ22歳の若さであった。
高村光太郎は、1935年（昭和10年）になって「強くて悲しい火だるま槐多」などと詩に詠んで生き急いだ若者を哀悼している。日本美術院の研究生時代から槐多青年は高村の工房に出入りしていた。以下に原文を記載する。

## 歴史
ここでは、当人の略歴を主体にしながら、死後の出来事や影響などについても記述する。

### 略歴その他
1896年（明治29年）9月15日、愛知県額田郡岡崎町（現在の岡崎市）にて、小学校教諭・村山谷助とその妻・たまの長男として生まれる。
1897年（明治30年）某月、高知県土佐郡小高坂村（現在の高知市中心部の一角）へ一家で転居。
1900年（明治33年）某月、4歳の年、京都市上京区寺町通荒神口上ル宮垣町58番地へ一家で転居。物心をついて間もないこの頃以降は旧制中学校（現代の高等学校に相当）卒業までを京都で暮らす。
1903年（明治36年）3月31日、銅駝保育所（現・京都市立銅駝幼稚園）を卒業。4月1日、京都市立春日小学校に入学。
1909年（明治42年）3月31日、京都府師範学校附属小学校（現・京都教育大学附属京都小中学校）を卒業。4月1日、京都府立第一中学校（現・京都府立洛北高等学校・附属中学校）へ進学。
1910年（明治43年）、水練伊勢歡海流奥傳5里免許取得。7月28日 母方の従兄である画家・山本鼎が渡欧の途次槐多の家（※山本鼎の年譜での住所は上京区寺町通今出川上ル5丁目西入ル桜木町1番地になっていて、1900年の住所とは違っている）に滞在し、槐多に画才を見出し、油彩道具一式を与えるなどした。このようなことをきっかけとして槐多は次第に文学や美術を志すようになった。一方、父は槐多の農業大学への進学を希望していたため、父子対立が始まる。槐多はパリに居る鼎に作品を送り、鼎は信州に住む自身の両親に槐多の父を説得するよう依頼し始める。

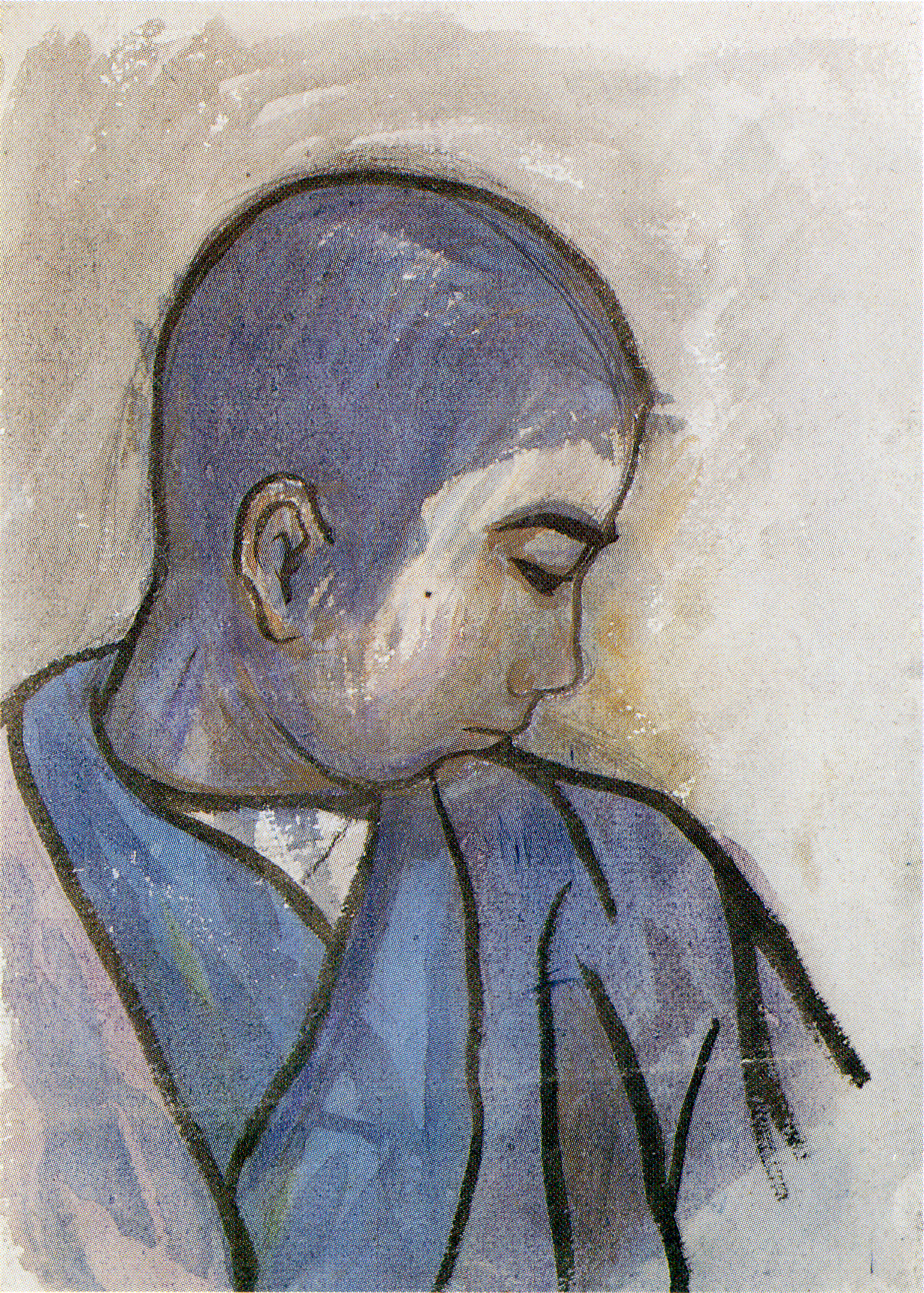
府立一中時代の槐多の初恋の相手・稲生潔

1911年（明治44年）中学3年の槐多は、自宅の土蔵で詩作に熱中し、『强盗』、『銅貨』、『孔雀石』、『アルカロイド』、『靑色廢園』、『新生』などの回覧雑誌を作成し、原稿が集まらないときは、一人で一冊分を書いたりした。
1912年（明治45年・大正元年）、1級下のY少年にプラトニックな恋をする。この頃、ボードレールやランボーなどを愛読し、パルナシアンを自任する。
1913年（大正2年）、恋愛体験が劇詩「鐡の童子」2章、戯曲「惡女時期」3幕「銅の緑靑」1幕、その他京言葉の詩を生む。また、木版画、コマ画などを制作。
1914年（大正3年）キュービズム風の水彩画を唐紙に描き、その他の版画を加えて展覧会を開く。これが賞讃され、一部は記念として学校に保存された。その中に愛人をひそかに模した『光の王子』が含まれていた。3月31日、京都府立第一中学校を卒業。5月、上京する途中、画家を志すきっかけを作ってくれた従兄の山本鼎がこのころ暮らしていた長野県小県郡神川村大屋（現・上田市大屋）の山本家（鼎の父が1898年〈明治31年〉から医院を開いていた）に立ち寄って1か月ほど滞在し、多くのスケッチや水彩画を残す。『川のある風景』もこの時の作品と考えられる。大阪朝日新聞に「繪馬堂を仰ぎて」の一文を寄稿し、京都附録版に三日間掲載された。文章内容はナショナル・ギャラリーの建設を提唱するものであった。
6月25日、ようやく上京し、7月、槐多のことを鼎に依託されて帰国した小杉未醒（のちの放庵）邸に寄宿する。9月、日本美術院研究生となり、小杉邸から通い始める。10月、水彩画『植物園の木』、『庭園の少女』、『田端の崖』、『川沿ひの道』を第1回二科展に出品し、人生初の入選を果たす。
1915年（大正4年）3月、美術院第1回習作展に『六本の手ある女』ほか油絵数点出品。『尿する裸僧』25号など多くを制作する。しかし、大作『女子等と癩者』は未完成に終わる。10月、“第2回日本美術院展覧会”（※日本美術院再興第2回展覧会のことか。そうであれば10月11日開会）で『カンナと少女』が院賞を受賞。絵画製作に熱中する一方、かなりの貧困状態となる。長野に旅をし、自然に相対して、素描の勉強をする。同月14日より「信州日記 製作と思考」を記す。「魔猿傳」を『武侠世界』へ送り、これを江戶川亂步が「わが國初めての本格的スリラー」と賞讃した。この年、両親が東京へ移住し、父子の不和が深刻となる。
1916年（大正5年）春、小杉邸を離れ独居する。美術院第2回習作展に素描4点を出品。根津裏通りの二階へ転居し、ここでモデルのお玉さんへの恋愛が始まるが、失恋し、5月頃山国へ放浪の旅に出、飛騨山中で炭焼きに救われたりする。同月郷里である三河の岡崎で徴兵検査を受けたのち、帰京。油絵『猿と女』100号を製作する。7月山崎省三を旅先である伊豆大島に訪ねひと夏を過ごす。9月山崎と根津八重垣町に下宿する。東京における生活は、午前は研究所、午後は焼絵をした工場で過ごした。この年は作画数多く、かつ酒を愛した。
1917年（大正6年）4月、美術院第3回習作展に油絵『湖水と女』と素描『娘のコスチウム』を出品し、美術院金賞を受ける。この頃、コンクールにおいて数度賞金を受けた。夏、山崎と再び大島旅行。帰京ののち、四谷に転居。この頃、貧しい中で「ワレンス」夫人あるいは「モナリザ」と綽名する落魄した名妓の生活を援助し、その女性の美のクリエーションに酔う。酒量増加する。9月、美術院第4回展覧会で『乞食と女』を出品する。展覧会の或る日、泥酔して下谷署に一夜厄介になったのち、署長を展覧会場に見出し、『乞食と女』を紹介することとなる。10月院賞を受賞。院友に推される。ここで、寝るのに蒲団さえない貧窮の中で、酒を断ち、仕事への集中を決心する。12月、山崎と三崎へ無銭旅行。葉山署の厄介になる。
1918年（大正7年）1月、山崎と別れて信州へ旅立つはずが、亀戸天神付近の「すし屋」に10日ほど厄介になる。4月、美術院第4回習作展覧会に『樹木』、『自畫像』、『九十九里の濱』、『男の習作』他2点を出品し、美術院賞金（甲種）を受ける。この頃大作『風船玉をつく女』が未完成に終わる。山岳會主催展覧会に『秩父風景』2点を出品する。同月、根津六角堂の中で、山崎と住んでいたが、中旬、結核性肺炎にかかる。8月病後の衰弱の中で『煙草をのむ男』100号を製作し、美術院第5回展覧会に出品するも落選。9月千葉の九十九里浜に転地療養する。当時の日記には、自殺の念の頻繁に起こることを記しており、死の予感と戦う。10月房州波太地方で流浪し、自殺を試み、思いとどまることを繰り返していたが、中旬、漁師が、多量の飲酒ののち、雨中で岩礁に血を吐いて倒れている槐多を発見。11月、清水賞太郎より毎月30円ずつの奨学金が出されることとなり、代々木本村に初めて一家を借りて住む。これは鐘下山房と名付けられた。制作意欲が死と競うものの如く苛烈。
1919年（大正8年）2月1日、美術院第5回習作展覧会に『松と榎』『雪の次の日』『松の群』『自画像』『松と家』『大島風景』『某侯爵邸遠望』『代々木の一部』を出品し、美術院賞乙賞を受賞。2月18日 、流行性感冒（スペイン風邪）に襲われ病臥しているはずが、雪まじりの雨の激しい中、夜になって姿が見えないのに友人らが気づき、嵐の中を捜索。草むらの中で高熱にあえぐ槐多を深夜2時頃発見。同日、医師に注射を打たれながら、槐多は中学時代のY少年のことや、お玉さんの名を口にした。また「柿の木7本、松3本」とか、直線と曲線の画法について口走った。2月20日午前2時、「白いコスモス」、「飛行船のものうき光」という謎めいた数語を残し、東京府豊多摩郡代々幡町（現・東京都渋谷区代々木）の「鐘下山房」において、流行性感冒による結核性肺炎で急死する。22歳没。戒名は、清光院浄譽槐多居士。石井鶴三によりデスマスクがとられた。同月28日、谷中功徳寺に埋葬。
1920年（大正9年）6月雑司ヶ谷共同墓地に仮埋葬。同月20日『槐多の歌へる』（アルス社）が出版された。10月、友人らにより墓碑建立。1921年（大正10年）4月11日、『槐多の歌へる其の後及び槐多の話』（アルス社）が出版された。11月18日、『槐多画集』（アルス社）が出版された。1935年（昭和10年）高村光太郎が哀悼の詩『村山槐多』を詠む。
2011年（平成23年）12月、槐多の出生地の誤りが判明し、改められる。2018年（平成30年）秋、約100年間行方不明になっていた木炭画『信州風景』2枚が京都市内で見つかる。2019年（平成31年）3月27日 閉館を決めた信濃デッサン館（現・KAITA EPITAPH 残照館）館長・窪島誠一郎が館蔵品357点を「信濃デッサン館コレクション」として長野県に寄贈。村山槐多の作品多数がその中に含まれている。4月24日油彩画やパステル画など未公開作品計128点が京都府立第一中学校時代（現・洛北高等学校）の同級生や先生の家から見つかったことを、この日、おかざき世界子ども美術博物館が発表する。2021年（令和3年）長野県立美術館の改装開館により、長野県が贈与された信濃デッサン館コレクションはここに収蔵・展示される。

## 作品

### 絵画
槐多は、夭折した画家としては比較的多くの作品を残しており、現在確認されている油彩作品は41点、デッサン・水彩・パステルなどの紙に描かれた作品は約150点ほどである。全体として決して技巧的ではないものの、原色を多用した、けばけばしいとさえいえる筆致を特徴としている。『庭園の少女』『バラの少女』『湖水と女』など、よく女性を描いている。また、『朱の風景』『信州風景』『松の群』などのように自然の風景も好んで描き、油彩作品の内23点が風景画である。自画像は油彩以外も含めると12点ほどあり、短い画業を踏まえると自画像を多く描いた画家と言える。一般に最も槐多らしい作品とは、自身がアニマニズムと名付けた作品群である。特に合掌しながら地べたに置いた托鉢の器に向けて立ち小便をする全裸の僧をガランス（深い茜色）を主調として描いた『尿する裸僧』などは、見る者に異様な情熱を感じさせるとして知られている。彩色しない木炭画も描いている。
もっとも、槐多は画家としての活動期間が5年足らずと短いため、作品数は絶対的に少ない。現在所在不明な作品もあり、『真実の眼―ガランスの夢 村山槐多全作品集』でも参考図版の掲載にとどまっている。そのこともあって、現存する作品は相応の高値で商取引される可能性を孕んでおり、テレビ東京『開運!なんでも鑑定団』に槐多の作品が登場した際には3000万円の評価額が付けられたこともある。しかもこれはオークションでのスタート金額としての評価であり、「実際には億単位になる可能性もある」との言及もあった。
2018年（平成30年）の秋、約100年間行方不明になっていた木炭画『信州風景』2枚が京都市内で見つかった。槐多の日記には、信州で木炭画50枚を描くという計画が記されており、そのうちの2枚と考えられている。また、2019年（平成31年）4月24日には、油彩画やパステル画など未公開作品計128点が京都府立第一中学校時代（現・洛北高等学校）の同級生や先生の家から新たに見つかったことを、おかざき世界子ども美術博物館が発表した。同年6月1日から同館と上田市立美術館で開催される没後百年記念展覧会で初公開され、この展覧会図録として全作品集が刊行された。  

#### 絵画の一覧
| 画像 | 作品名                                                                                                  | 制作年                    | 素材・技法             | 寸法（縦x横cm） | 所有者・所蔵館                                 | 署名・年記                        | 出品展覧会                             | 備考 |
| ---- | --- | ------------------------- | ---------------------- | --------------- | ---------------------------------------------- | --------------------------------- | -------------------------------------- | --- |
|      | 雲湧く山                                                                                                | 1911年（明治44年）2月     | 油彩・ボード           | 16.1×21.0       | 個人                                           |                                   |                                        | 京都時代最初期、絵を習い始めた14歳の作品。油絵を習い始めて半年とは思えない構図や色彩、筆使いを見せる。 |
|      | 飛行機                                                                                                  | 1912年（大正元年）        | 油彩・板               | 36.0×26.0       | 個人                                           |                                   |                                        | |
|      | 花 | 1912年（大正元年）        | 油彩・キャンバス       | 33.0×41.0       | 個人                                           | 裏の木枠に「槐多 1912年」」       |                                        | |
|      | 花 | 1913年（大正2年）         | 油彩・キャンバス       | 53.0×45.5       | ウッドワン美術館                               |                                   |                                        | |
|      | ガーベラの花                                                                                            | 1913年（大正2年）頃       | 油彩・キャンバス       | 38.8×44.4       | ウッドワン美術館                               |                                   |                                        | |
|      | 賀茂の里（かも の さと） （英題）A Village of Kamo                                                      | 1913年（大正2年）頃       | 油彩・キャンバス       | 99.5×62.6       | ポーラ美術館                                   |                                   |                                        | |
|      | 庭園の少女                                                                                              | 1914年（大正3年）         | 水彩・紙               | 61.0×46.4       | 福島県立美術館                                 |                                   | 第1回二科展入選                        | |
|      | 二少年                                                                                                  | 1914年（大正3年）         | 水彩・紙               | 80.5×60.5       | 世田谷文学館寄託                               |                                   |                                        | 江戸川乱歩旧蔵 |
|      | 農学士・田中十三男像                                                                                    | 1914年（大正3年）         | 水彩・紙               | 67.8×47.2       | 愛知県立岡崎高等学校同窓会（岡崎市美術館寄託） |                                   |                                        | いとこの嶺田丘造が第四代岡崎高校同窓会長を務めた際、同校に寄贈。嶺田と田中十三（とみお）は小学校からの付き合いで、嶺田の紹介で槐多と知り合った。槐多が田中に世話になったお礼に描いて贈ったと思われ、槐多作品としては生真面目なタッチで仕上げられている。                                                                                 |
|      | 橋桁のある信州風景（はしげた の ある しんしゅう ふうけい） （英題）Shinshu Landscape with Bridge Girder | 1914年（大正3年）         | 木炭・紙               | 28.3×39.8       | ポーラ美術館                                   |                                   |                                        | |
|      | 川のある風景                                                                                            | 1914年（大正3年）         | 水彩・紙               | 24.3×28.7       | 府中市美術館                                   |                                   |                                        | |
|      | 風船をかぶれる自画像                                                                                    | 1914年（大正3年）2月      | 水彩鉛筆・紙           | 45.4×31.7       | 個人                                           |                                   |                                        | 頭に紙風船を被った自身を描いている。眼鏡をかけ、流し目で視線を他所に向けている。 |
|      | 自画像                                                                                                  | 1914年（大正3年）         | 水彩・紙               | 33.5×24.5       |                                                |                                   |                                        | |
|      | 信州風景                                                                                                | 1914年（大正3年）         | 水彩・紙               | 32.4×49.0       | 京都市立芸術大学芸術資料館                     |                                   |                                        | |
|      | 信州風景                                                                                                | 1914年 (大正3年)          | 木炭・紙               | 48.0×60.0       | 信濃デッサン館旧蔵                             |                                   |                                        | |
|      | 森の道                                                                                                  | 1914年（大正3年）         | 油彩・キャンバス       | 54.3×37.5       | 個人                                           |                                   |                                        | |
|      | 田端風景                                                                                                | 1914年（大正3年）         | 油彩・キャンバス       | 41.1×60.6       | 個人                                           |                                   |                                        | |
|      | 田端風景                                                                                                | 1914年（大正3年）         | 水杉・紙               | 24.3×33.2       | 上田市立美術館                                 |                                   |                                        | |
|      | 朱の風景                                                                                                | 1914年 (大正3年)          | 水彩・紙               | 18.9×29.4       | 長野県立美術館                                 |                                   |                                        | KAITA EPITAPH 残照館 (旧・信濃デッサン館) 旧蔵 |
|      | 裸婦 | 1914-15年（大正3-4年）    | 油彩・キャンバス       | 61.0×41.0       | 久万高原町立久万美術館                         |                                   |                                        | |
|      | 日曜の遊び                                                                                              | 1915年（大正4年）         | 水彩・紙               | 181.4×234.0     | 岡崎市美術館                                   |                                   |                                        | |
|      | 自画像                                                                                                  | 1915年（大正4年）6月      | 木炭・紙               | 36.7×19.4       | 福岡市美術館                                   |                                   |                                        | |
|      | カンナ                                                                                                  | 1915年（大正4年）7月      | 油彩・板               | 41.0×26.0       | 個人                                           | 裏に「田端一五五1915.7.村山槐多」 |                                        | |
|      | 信州風景                                                                                                | 1915年（大正4年）11月5日  | 木炭・紙               | 46.5x62.0       | 個人                                           |                                   |                                        | |
|      | 信州風景                                                                                                | 1915年（大正4年）11月11日 | 木炭・紙               | 46.5x62.0       | 個人                                           |                                   |                                        | 上記とセット。連なる山々を遠景に、稲刈りの季節を迎えた農村の描く。約100年間行方不明になっていたが、京都市内で2018年（平成30年）秋に見つかった。 |
|      | カンナと少女                                                                                            | 1915年（大正4年）         | 水彩・紙               | 90.5×60.3       | 個人                                           |                                   | 第2回日本美術院展覧会院賞              | 小杉未醒（のちの放庵）邸にて木彫家・吉田白嶺の娘・雅子を背景にカンナの花を添えて描く。 |
|      | 尿する裸僧（いばり する らそう）                                                                        | 1915年（大正4年）2月      | 油彩・キャンバス       | 80.3×60.6       | 長野県立美術館                                 |                                   |                                        | 画題は、合掌しながら地べたに置いた托鉢の器に向けて立ち小便をする全裸の僧という強烈な内容で、荒ぶる筆致もガランス（深い茜色）の色使いも衝撃的である。信濃デッサン館の館蔵品であったが、当館が閉館に向かうなか、他の全ての館蔵品と共に2019年（平成31年）3月27日付で長野県に寄贈された。2021年（令和3年）開館の長野県立美術館に収蔵される。 |
|      | 湖畔郷邑                                                                                                | 1915年（大正4年）頃       | 油彩・キャンバス       | 45.5×53.0       | 個人                                           |                                   |                                        | |
|      | ダリア                                                                                                  | 1915年（大正4年）頃       | 油彩・キャンバス       | 99.0×79.0       | 個人                                           |                                   |                                        | 槐多の静物画としては最大の40号の作品 |
|      | 自画像                                                                                                  | 1916年（大正5年）1月2日   | 木炭・紙               | 62.2×47.8       | 岡崎市美術館                                   |                                   |                                        | |
|      | のらくろ者                                                                                              | 1916年（大正5年）         | コンテ・紙             | 76.5×57.5       | 横須賀市美術館                                 |                                   |                                        | |
|      | 芍薬（しゃくやく） （英題）Flowers of Peonies                                                           | 1915-16年（大正4-5年）    | 油彩・キャンバス       | 52.0×45.0       | 久万高原町立久万美術館                         |                                   |                                        | 別名 芍薬の花 |
|      | 自画像                                                                                                  | 1916年（大正5年）         | 油彩・キャンバス       | 60.5×50.0       | 三重県立美術館                                 |                                   |                                        | 20歳の頃の自画像 |
|      | 植物園之景                                                                                              | 1916年（大正5年）         | 油彩・キャンバス       | 37.3×45.5       | 個人                                           |                                   |                                        | |
|      | 大島の水汲み女                                                                                          | 1916年（大正5年）         | 油彩・キャンバス       | 33.3×23.1       | 日本近代文学館                                 |                                   |                                        | |
|      | 差木地村ポンプ庫                                                                                        | 1916年（大正5年）         | 油彩・キャンバス       | 61.0×45.7       | 本間美術館寄託                                 |                                   |                                        | |
|      | 大島風景                                                                                                | 1916年（大正5年）頃       | 油彩・キャンバス       | 35×23           | 個人                                           |                                   |                                        | |
|      | 乞食と女（こじき と おんな）                                                                            | 1917年（大正6年）         | 油彩                   | 151.5×60.6      | 所在不明                                       |                                   | 第4回日本美術院展覧会院賞              | 物語性のある最後の槐多作品。乞食は槐多自身、着飾った着物の女性はお玉さんがモデルとされる。槐多はこの絵に200円の値段をつけた。本作により、槐多は日本美術院院友に推されることとなる。 |
|      | バラと少女（英題）Roses and a Girl                                                                      | 1917年（大正6年）         | 油彩・キャンバス       | 116.5×72.0      | 東京国立近代美術館                             |                                   |                                        | 別表記 薔薇の少女 |
|      | 信州風景（山）                                                                                          | 1917年（大正6年）         | 木炭・紙               | 55.0×35.7       | 三重県立美術館                                 |                                   |                                        | |
|      | コスチュームの娘 （英題）Girl in Costume                                                                | 1917年（大正6年）         | 木炭・紙               | 85.0×63.0       | 東京国立近代美術館                             |                                   | 第3回院試作展                          | |
|      | 湖水と女（英題）Lake and Woman                                                                          | 1917年（大正6年）         | 油彩・キャンバス       | 60.8x45.9       | ポーラ美術館                                   |                                   | 第3回日本美術院試作展覧会奨励賞        | |
|      | 婦人像                                                                                                  | 1917年（大正6年）頃       | 油彩・キャンバス       | 45.5×33.5       | 法人                                           |                                   |                                        | |
|      | ダリア                                                                                                  | 1917年（大正6年）頃       | 油彩・キャンバスボード | 45.0×38.0       | 個人                                           |                                   |                                        | |
|      | 樹木（けやき）（じゅもく けやき）                                                                       | 1917年（大正6年）頃       | 木炭・紙               | 62.6×46.8       | 福島県立美術館                                 |                                   |                                        | |
|      | 湖畔 | 1917年（大正6年）         | 油彩・キャンバス       | 45.5×53.0       | 個人                                           |                                   |                                        | |
|      | 片貝風景                                                                                                | 1917年（大正6年）         | 油彩・キャンバスボード | 24.8×32.7       | 個人                                           |                                   |                                        | |
|      | 房州風景                                                                                                | 1917年（大正6年）         | 油彩・キャンバス       | 31.3×43.6       | 名古屋市美術館                                 |                                   |                                        | |
|      | 房州風景                                                                                                | 1917年（大正6年）12月     | 油彩・キャンバス       | 33.1×41.0       | 個人                                           |                                   |                                        | |
|      | 房州風景                                                                                                | 1917年（大正6年）頃       | 油彩・キャンバス       | 62.0×46.5       | 個人                                           |                                   |                                        | |
|      | 男 | 1917-18年（大正6-7年）    | 油彩・キャンバス       | 44.0×32.0       | 和歌山県立近代美術館寄託                       |                                   |                                        | |
|      | 風船をつく女                                                                                            | 1918年（大正7年）         | 木炭・紙               | 90.9×60.6       | 神奈川県立近代美術館                           |                                   |                                        | |
|      | 自画像                                                                                                  | 1918年（大正7年）         | 油彩・キャンバス       | 55.0x47.0       | 大阪市立美術館                                 |                                   |                                        | |
|      | 自画像                                                                                                  | 1918年（大正7年）         | 木炭・紙               | 59.2×38.2       | 横浜美術館                                     |                                   |                                        | |
|      | 鳴浜九十九里                                                                                            | 1918年（大正7年）頃       | 油彩・板               | 24.0×32.5       | 個人                                           |                                   |                                        | |
|      | 松の群                                                                                                  | 1918年（大正7年）         | 油彩・キャンバス       | 60.4×44.8       | 中野美術館                                     |                                   | 第5回日本美術院試作展覧会（1919年2月） | 同会の美術院賞乙賞受賞作の一つ。 |
|      | 風景・松                                                                                                | 1918年（大正7年）頃       | 油彩・キャンバス       | 53.0×40.9       | かみや美術館                                   |                                   | 第5回日本美術院試作展覧会（1919年2月） | 同会の美術院賞乙賞受賞作の一つ。 |
|      | 松と榎（まつ と えのき）                                                                                | 1918年（大正7年）頃       | 油彩・キャンバス       | 60.5×45.3       | 個人                                           |                                   | 第5回日本美術院試作展覧会（1919年2月） | 同会の美術院賞乙賞受賞作の一つ。 |

### 詩
詩集『槐多の歌へる』は槐多の死後、友人たちによって編集、出版された。収録された作品は、絵と同様、技巧的というよりも若々しい情熱と率直さに満ちたものである。草野心平の詩人としての成り立ちに大きな影響を与えているが、一般的には、その絵画と比べると一段低く評価されている。
『村山槐多 EPITAPH』（書肆林檎舎）が2019年に刊行された。

### 小説
未完の作品も多いが、短編『悪魔の舌』は幻想・怪奇小説のアンソロジーなどに多く収載されている（鮎川哲也編『怪奇探偵小説集』など）。
『悪魔の舌』を含む槐多の文学作品を集めたほか、津原泰水が槐多の生涯を描いた小説を加えた『村山槐多耽美怪奇全集』（学研M文庫）が2002年に刊行されている 。

## その他
両性愛者でもあり、少年に宛てたラブレターがKAITA EPITAPH 残照館（旧・信濃デッサン館）に資料として残されている。